# 遠くへ… (ひなき藍の曲)
「遠くへ…」（とおくへ）は、ひなき藍の1作目のシングル。2009年10月30日にS・O・F・Tから発売された。

## 概要
- イベントで製作された楽曲である。
- コミックマーケット76で先行販売された。

## 収録曲
1. 遠くへ…
作詞・作曲:ひなき藍
2. 遠くへ… （Instrumental）
3. 遠くへ… 〜アレンジバージョン〜
作詞・作曲:ひなき藍 / 編曲:snipe
4. メッセージトラック ボーナストラック